# Tysiące mil samotności
Tysiące mil samotności (chiń. upr. 千里走单骑; chiń. trad. 千里走單騎; pinyin Qiānlǐ Zǒu Dānqí; jap. 単騎、千里を走る Tanki, senri o hashiru) – chińsko-japoński dramat obyczajowy z 2005 roku w reżyserii Zhanga Yimou.

## Fabuła
Po raz pierwszy, po latach, Takada Gōichi (Ken Takakura) wsiada w ekspres, którym – z cichej wioski rybackiej na północno-zachodnim wybrzeżu Japonii – zmierza do Tokio. Nagłą podróż spowodował telefon od synowej, Rie (Shinobu Terajima), która oznajmiła mu, że u jej męża wykryte zostało śmiertelne stadium raka. Kiedy Takada dojeżdża na miejsce, okazuje się, że Ken’ichi (Ki’ichi Nakai) – po latach bolesnej rozłąki – nie ma ochoty na spotkanie z ojcem. Zrezygnowany ojciec opuszcza szpital. Na odchodne, Rie wręcza mu kasetę wideo. Wierzy bowiem, że jej zawartość pomoże Takadzie na nowo poznać swojego syna.

## Obsada
Źródło: Filmweb
- Ki’ichi Nakai – Ken'ichi Takada
- Ken Takakura – Gōichi Takada
- Shinobu Terajima – Rie Takada
- Ken Nakamoto – elektryk
- Li Jiamin – Li Jiamin
- Qiu Lin – Lingo
- Li Binli – przewodniczący Li
- Chen Ziliang – Chen, naczelnik więzienia
- He Zhezhou – sołtys
- Yang Zhenbo – Yang Yang

## Nagrody
Źródło: The Internet Movie Database
- 2005 – nagroda Hong Kong Film Award w kategorii najlepszy film azjatycki
- 2005 – nagroda San Diego Film Critics Society w kategorii najlepszy film obcojęzyczny i najlepszy aktor (Ken Takakura)